# Daniel Lisulo
Daniel Muchiwa Lisulo (* 6. Dezember 1930 in Mongu; † 21. August 2000 in Johannesburg, Südafrika) war ein sambischer Politiker.
Nach dem Studium der Rechtswissenschaften am Loyola College der Madras University arbeitete er als Rechtsanwalt. Nach der Unabhängigkeit Sambias 1964 wurde er zum Direktor der Bank of Zambia berufen und behielt dieses Amt bis zu seiner Wahl zum Mitglied der Nationalversammlung 1977. Dieser gehörte er bis 1983 an.
1978 ernannte ihn Präsident Kenneth Kaunda zunächst zum Minister für Rechtsangelegenheiten und Generalstaatsanwalt, ehe er am 15. Juni 1978 als Nachfolger von Mainza Chona zum Premierminister ernannt wurde. Am 18. Februar 1981 wurde er in diesem Amt durch Nalumino Mundia abgelöst. Danach war er noch einige Zeit Mitglied des Zentralkomitees der Einheitspartei „United National Independence Party“ (UNIP).
Zuletzt war er als Rechtsanwalt tätig.